# Robert Louis Stevenson
Robert Louis Stevenson (Edinburgh, 13 november 1850 - Vailima (Samoa), 3 december 1894) was een Schots schrijver van romans, gedichten, toneelstukken en reisverhalen.

## Leven

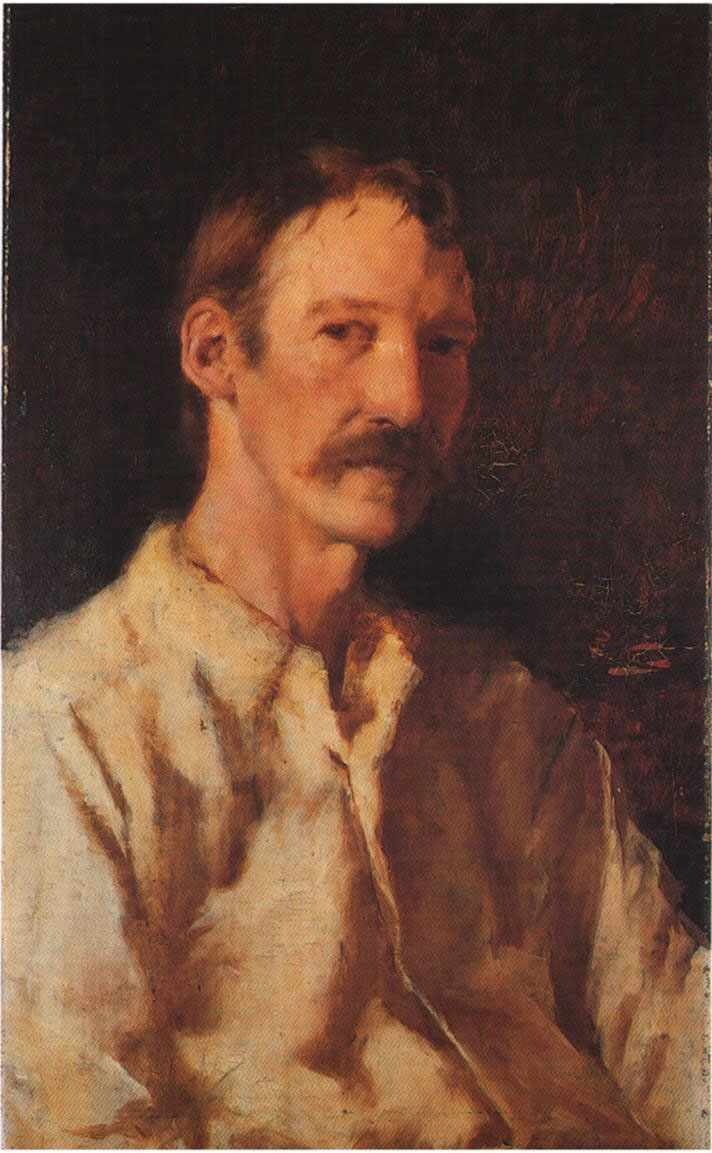
Robert Louis Stevenson
(1892), G. P. Nerli, National Galleries of Scotland

Stevenson werd geboren in het Schotse Edinburgh als zoon van de ingenieur Thomas Stevenson en Margaret Balfour. Zijn ouders waren zeer religieus, maar tijdens zijn jaren op de universiteit liet hij het geloof los, hoewel het wel invloed op hem zou blijven hebben. Zijn relatief korte leven was echter vol van ondernemingen en avontuur. Hij begon als ingenieur, evenals zijn vader (deze moderniseerde het ontwerp van de vuurtoren). Vanwege zijn zwakke gezondheid stapte hij over naar een rechtenstudie, maar werd geen praktiserend jurist. Ook vanwege zijn gezondheid verhuisde hij naar Frankrijk waar hij woonde in Le Monastier-sur-Gazeille (Auvergne).
Hij maakte verschillende reizen naar het koninkrijk Hawaï en raakte bevriend met koning David Kalakaua, met wie hij veel tijd doorbracht. Ook raakte hij bevriend met diens nicht, prinses Victoria Ka‘iulani, evenals Stevenson zelf van Schotse afkomst. Op het eiland Molokai bezocht hij pater Damiaan die daar werkte onder de verbannen leprapatiënten. Een andere tijdgenoot van hem was de uitvinder, technicus en schrijver Fleeming Jenkin, met wie hij veel raakvlakken had die zowel zijn verleden als zijn persoonlijke en professionele ambities betroffen. Zijn bijna elf jaar oudere vrouw, Fanny Osbourne (10 maart 1840 - 18 februari 1914), een sterke en charmante persoonlijkheid, die hij in 1876 in Frankrijk ontmoette en met wie hij in 1880 trouwde, was hem tot een grote steun in zijn avontuurlijke maar tevens moeizame bestaan. Aan het eind van zijn leven was hij plantagehouder en stamleider in Samoa. Hij overleed op 44-jarige leeftijd aan een hersenbloeding in zijn woonplaats Vailima in Samoa.

## Werk
Stevenson schreef voor verschillende tijdschriften beschouwingen en korte verhalen. Hij maakte naam met het eerst als feuilleton en later als boek uitgegeven zeeroversverhaal Treasure Island (Schateiland, 1883) dat oorspronkelijk de titel droeg: Sea-cook, naar de centrale figuur Long John Silver. Zowel zijn avonturenromans als de romantische en horrorverhalen tonen een grote psychologische diepgang. Met Stevensons vroegste werken werd hij een van de pioniers in het schrijven van de 19e-eeuwse reisliteratuur (Engels: Travelogue). In Travels with a Donkey in the Cévennes beschreef hij zijn 12-daagse voettocht met een pakezel in 1878 door Le Velay, Gévaudan en Cévennes.
Stevenson beschreef in zijn beroemde psychologisch getinte roman The Strange Case of Dr Jekyll and Mr Hyde (1886) beelden over identiteit- en gedragswisselingen die een enorme invloed hebben gehad op het schrijven over deze thematiek. Stevenson zou zijn inspiratie voor het schrijven van dit verhaal geput hebben uit een personage in zijn droom, die omwille van de verhaallijn een merkwaardige dualiteit had aangenomen.
Naast zijn narratieven schreef Stevenson tal van essays over onderwerpen als jeugd, eilanden, literatuur en sociale interacties. In zijn latere leven schreef hij onder meer reisverhalen die een heel ander karakter kregen dan zijn voorgaande werk. In het boek In The South Seas (1891) laat hij een verwonderde maar ook gemarkeerde blik zien op de geschiedenis en het leven in de Stille Oceaan. Op het eiland Western-Samoa werkte hij door aan zijn oeuvre. Hij schreef in samenwerking met zijn stiefzoon Lloyd Osbourne respectievelijk: de zwarte komedie The Wrong Box (1889), de reisavonturen The Wrecker (1892) en The Ebb-tide (1894). Aan het eind van zijn intensieve carrière schreef hij de romance: The Weir of Hermiston (1896) dat onvoltooid achterbleef na zijn overlijden.
Het literaire reisgenre van de 19de eeuw is een lange tijd geliefd gebleven, maar heeft in de loop van de vorige eeuw aan populariteit ingeboet. Zijn werken hebben in de 20e eeuw de basis gevormd voor tal van grote filmproducties. Stevensons werk heeft tevens grote invloed gehad op later bekend geworden schrijvers als: Rudyard Kipling, Ernest Hemingway, Robert Dean Frisbie en Vladimir Nabokov.

## Trivia
- Stevenson veranderde op 18-jarige leeftijd zijn tweede voornaam Lewis in Louis.
- Boudewijn Büch was een groot liefhebber van Robert Louis Stevenson en maakte voor het programma 'De Fascinaties van Boudewijn Büch' een reis naar diens laatste verblijfplaats. Büch attendeerde de kijker op het feit dat Stevenson zich door zijn vrienden en intimi het liefst als R.L.S. liet betitelen.
- De filmmaker Alfred Hitchcock las in zijn jeugd onder andere de boeken van Stevenson, waarvan de psychologische diepgang en de Victoriaanse setting inspiratie vormden voor tal van zijn films.[5]

- Bibsys: 90066540
- Biblioteca Nacional de Chile: 000034753
- Biblioteca Nacional de España: XX900250
- Bibliothèque nationale de France: cb11925554s (data)
- Catàleg d'autoritats de noms i títols de Catalunya: 981058519861906706
- CiNii: DA02075805
- Digitale Bibliotheek voor de Nederlandse Letteren: stev027
- Gemeinsame Normdatei: 118753711
- International Standard Name Identifier: 0000 0001 2283 1567
- Library of Congress Control Number: n78088964
- Nationale Bibliotheek van Letland: 000003426
- MusicBrainz: c7379dd2-0908-4ef0-9bd5-9910b16aaaad
- Bibliotheek van het Japanse parlement: 00457698
- Nationale Bibliotheek van Tsjechië: jn19990008249
- Nationale bibliotheek van Australië: 35524428
- Nationale Bibliotheek van Israël: 987007268670705171
- Nationale Bibliotheek van Polen: a0000001808707
- Nederlandse Thesaurus van Auteursnamen: 06875972X
- Réseau des bibliothèques de Suisse occidentale: 02-A003864422
- RKD-Nederlands Instituut voor Kunstgeschiedenis: 75193
- Istituto Centrale per il Catalogo Unico: CFIV000439
- LIBRIS: 94215
- SNAC: w63t9f52
- Système universitaire de documentation: 027149102
- Museum of New Zealand Te Papa Tongarewa: 31425
- Trove: 761074
- Union List of Artist Names: 500026199
- Virtual International Authority File: 95207986
- WorldCat: E39PBJvRT8Tm8kwtmKrcXPKrv3